# Urbarmachung
Urbarmachung oder Kultivierung bezeichnet die Umwandlung von zuvor naturbelassenen Gebieten in landwirtschaftlich nutzbare Flächen. Die dafür notwendigen Maßnahmen unterscheiden sich abhängig vom Ausgangszustand der Fläche. Neben der Erschließung durch Straßen, Forst- oder Wirtschaftswege zählen dazu beispielsweise die Rodung sowie die Einebnung der Fläche, um sie mit landwirtschaftlichen Maschinen bewirtschaften zu können. Auch das Entfernen von Steinen oder das Anlegen von Bewässerungsanlagen gehört zur Urbarmachung. Erfolgt die Urbarmachung durch Rodung, so wird das so gewonnene Land oft als Neubruch, Neuland oder Rode bezeichnet.
Lange Zeit war der Begriff Urbarmachung ausschließlich positiv besetzt. Dem entspricht ein Weltbild, das den Menschen einer weitgehend feindlichen Umwelt gegenübersieht. Ziel war es, die als nutzlos angesehene Wildnis zurückzudrängen und möglichst vielen Menschen eine Lebensgrundlage zu gewähren. Dabei entstanden vor der Einführung der industrialisierten Landwirtschaft viele struktur- und artenreiche Kulturlandschaften, deren Biodiversität häufig höher war als die der ursprünglichen Naturlandschaften.
Durch die Naturschutzbewegung wurde mittlerweile aber auch ein intrinsischer Wert der Wildnis entdeckt. Deshalb gibt es heute auch kritische Stimmen, die ein Ende der weiteren Erschließung bislang unberührter Flächen fordern, da die Urbarmachung einen unumkehrbaren Eingriff in ein bis dahin unberührtes Ökosystem darstellt, z. B. im Primärwald. Während in Europa die Urbarmachung als weitgehend abgeschlossen angesehen werden darf, geht die Erschließung neuer landwirtschaftlicher Flächen auf anderen Kontinenten weiter.
Die Umwandlung von durch den Menschen geschädigten Flächen zu landwirtschaftlich wieder nutzbaren Flächen bezeichnet man als Wiederurbarmachung oder Rekultivierung.